# DIDO
DIDO (nazwa kodowa AE334) – reaktor nuklearny w Atomic Energy Research Establishment w Harwell, Oxfordshire (Wielka Brytania). Używał wzbogaconego uranu oraz ciężkiej wody. W DIDO znajdował się również grafitowy reflektor neutronów otaczający rdzeń.